# Asystasia hispida
Asystasia hispida là một loài thực vật có hoa trong họ Ô rô. Loài này được J.B.Imlay mô tả khoa học đầu tiên năm 1939.